# Jeremiah Brown (Politiker)

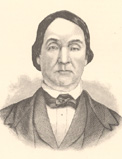
Jeremiah Brown

Jeremiah Brown (* 14. April 1785 in Little Britain, Lancaster County, Pennsylvania; † 2. März 1858 in Goshen, Pennsylvania) war ein US-amerikanischer Politiker. Zwischen 1841 und 1845 vertrat er den Bundesstaat Pennsylvania im US-Repräsentantenhaus.

## Werdegang
Jeremiah Brown arbeitete im Mühlengeschäft und in der Landwirtschaft. Gleichzeitig schlug er eine politische Laufbahn ein. 1826 wurde er Abgeordneter im Repräsentantenhaus von Pennsylvania. Zehn Jahre später nahm er als Delegierter an einem Verfassungskonvent seines Staates teil. Um diese Zeit wurde er Mitglied der Mitte der 1830er Jahre entstandenen Whig Party.
Bei den Kongresswahlen des Jahres 1840 wurde Brown im vierten Wahlbezirk von Pennsylvania in das US-Repräsentantenhaus in Washington, D.C. gewählt, wo er am 4. März 1841 die Nachfolge von Edward Davies antrat. Nach einer Wiederwahl im achten Distrikt seines Staates konnte er bis zum 3. März 1845 zwei Legislaturperioden im Kongress absolvieren. Seine Zeit im Kongress war von den Spannungen zwischen Präsident John Tyler und den Whigs geprägt. Außerdem wurde damals bereits über eine mögliche Annexion der seit 1836 von Mexiko unabhängigen Republik Texas diskutiert.
Im Jahr 1844 verzichtete Jeremiah Brown auf eine weitere Kongresskandidatur. Zwischen 1851 und 1856 war er beisitzender Richter in Lancaster. Er war auch ein Gegner der Sklaverei und unterstützte die Underground Railroad, ein Fluchtsystem zur Hilfe von Sklaven, die der Sklaverei entfliehen wollten. Zu diesem Zweck stellte er auch Unterkünfte in seinem Haus zur Verfügung. Er starb am 2. März 1858 in Goshen.